# スダッタ
スダッタ（Sudatta シュダッタ、音写：須達多、須達など、訳：善施など）は、コーサラ国のシュラバスティー（舎衛城）の富豪・長者。祇園精舎を建立し寄進した。彼はよく孤独な貧者に食物などを施したので、給孤独（アナータピンディカ, Anāthapiṇḍika）と呼ばれていた。
彼はある日、マガダ国に赴き、その地にあった竹林精舎で釈迦仏の説法を聞くと深く敬信の心を生じ、釈迦仏に舎衛城への遊化に来てほしいと請い願った。彼はそのために精舎を建立する願を立てると、すぐに探しついに祇陀（ジェータ）太子が所有していた林苑を見つけ、ジェータ太子に譲ってほしいと頼んだ。するとジェータ太子は冗談で「必要な土地の表面を金貨で敷き詰めたら譲ってやろう」と言ったら、シュダッタは本当に金貨を敷き詰め始めたためジェータ太子は驚いて、さらに自らも樹木を寄付して寺院建設を援助した、という逸話がある。

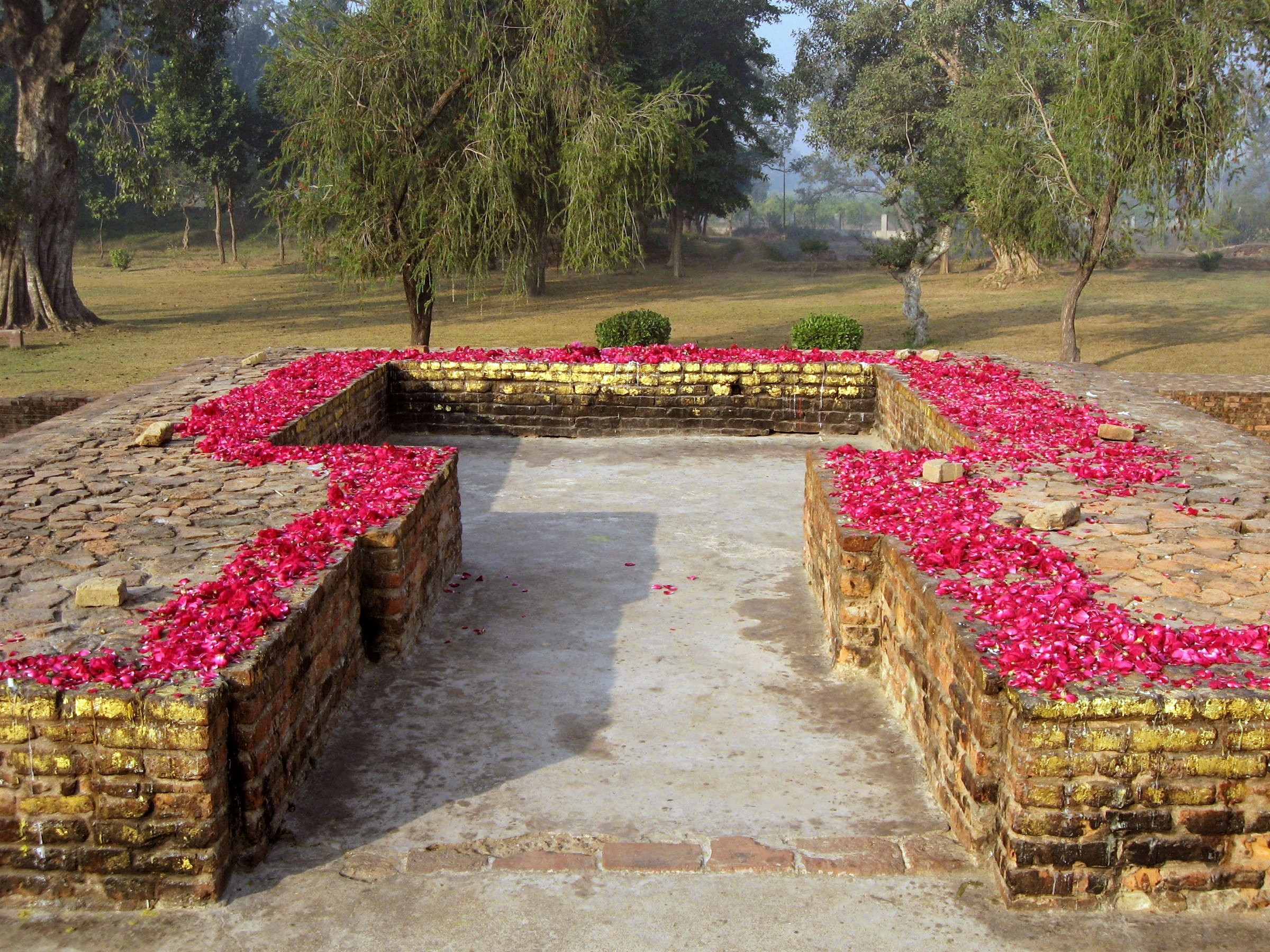
現在の祇園精舎

このことから、この僧園はジェータ太子と給孤独者シュダッタ両者の名を冠して祇樹給孤独園と呼ばれ、そこに建てられた精舎を祇樹給孤独園精舎と称するようになった。
シュダッタの家族は子女はじめみんな仏教に帰依し、妻の玉耶女も仏の教誨を得て帰依したといわれる。またシュダッタが病気になると、釈迦の弟子であるアーナンダ（阿難）やシャーリープトラ（舎利弗）などの見舞いをうけたという。また彼は死んで兜卒天に生じたといわれている。